# Sklep charytatywny

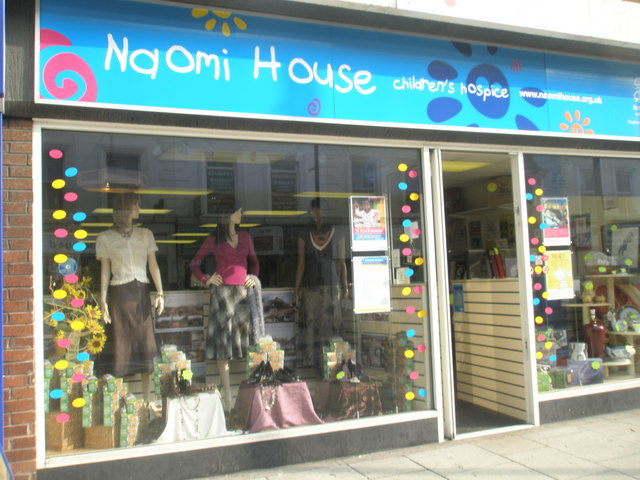
Sklep charytatywny w Wielkiej Brytanii

Sklep charytatywny (ang. charity shop, thrift shop, op shop) – obiekt handlowy prowadzony przez organizację dobroczynną w celu zbiórki pieniędzy. Potocznie często nazywane przez Polaków charity shopami lub charity.

## Charakterystyka
Sklepy charytatywne zajmują się sprzedażą przeważnie rzeczy używanych przekazanych organizacji w akcie darowizny i są obsługiwane przez wolontariuszy (przeciętnie 20 na sklep), zaś pozycja menedżera może być płatna, jak w większości brytyjskich sklepów charytatywnych. Ze względu na niskie koszty prowadzenia biznesu oraz brak kosztów pozyskania towaru oferują artykuły w bardzo przystępnych cenach. Podstawową zasadą działania sklepu dobroczynnego jest przekazanie całej zarobionej kwoty pieniędzy (po potrąceniu kosztów utrzymania sklepu) na cele statutowe. Do kosztów ponoszonych przez sklepy dobroczynne należy zaliczyć zakup oraz amortyzację wyposażenia sklepu (wieszaki na ubrania, półki, lady sklepowe itp.), koszty prowadzenia biznesu (konserwacja, marketing, opłaty za usługi komunalne, elektryczność oraz telefon), a także wynajem lokalu lub kredyt hipoteczny, co może pochłonąć 60–80% przychodu sklepu.
Sklepy charytatywne są bardzo popularne w krajach anglosaskich, choć moda na nie powoli zaczyna się pojawiać także w Polsce. W roku podatkowym 2021/22, 363 miliony funtów pochodzących ze sprzedaży w sklepach dobroczynnych wsparły działalność organizacji charytatywnych w Wielkiej Brytanii. Średnia wartość jednej sprzedaży wyniosła £6.70 (kwiecień–czerwiec 2023). W 2022 brytyjskie sklepy charytatywne zatrudniały ponad 26 100 pracowników pełnoetatowych, wspieranych przez ponad 187 200 wolontaruiszy.

## Historia sklepów charytatywnych
Pomysłodawcami i pionierami idei sklepów charytatywnych są Brytyjczycy. Stały się popularne w tym kraju, jest ich około 10 200.
Pierwszy sklep charytatywny został założony przez Armię Zbawienia w XIX wieku i zajmował się sprzedażą taniej odzieży. W czasie I wojny światowej pojawiły się rozmaite przedsięwzięcia dobroczynne, takie jak bazar na Shepherd Market w Londynie, który zarobił 50 tys. funtów dla Brytyjskiego Czerwonego Krzyża. Sklepy charytatywne stały się popularne podczas drugiej wojny światowej. Czerwony Krzyż otworzył pierwszy lokal przy Old Bond Street w Londynie w 1941, a po nim następne. Przez okres trwania wojny w Wielkiej Brytanii powstało ponad 200 stałych sklepów z upominkami Czerwonego Krzyża oraz około 150 tymczasowych. Warunkiem utworzenia sklepu charytatywnego było pochodzenie wszystkich sprzedawanych towarów z darowizn, a całkowity dochód sklepu miał być przekazywany Duke of Gloucester’s Red Cross lub the St John Fund. Większość lokali została udostępniona sklepom charytatywnym bezpłatnie, a w niektórych przypadkach właściciele pokrywali także koszty ogrzewania i oświetlenia.
Pierwszy sklep dobroczynny fundacji Oxfam w Wielkiej Brytanii powstał przy Broad Street w Oksfordzie i rozpoczął działalność w grudniu 1947.

## Popularność
Klienci kupujący w sklepach charytatywnych kierują się głównie chęcią wsparcia aktywności danej fundacji, na którą zostaną przeznaczone zarobione pieniądze. Nie jest to jednak jedyna motywacja kupujących.
Sklepy charytatywne są popularne także wśród ludzi o niskich dochodach, ze względu na przystępne ceny oferowanych przedmiotów. Część klientów chętnie kupuje w sklepach dobroczynnych z powodów środowiskowych, ponieważ ponowne używanie rzeczy jest przyjazne dla środowiska. W Wielkiej Brytanii, w latach 2018/19, 339 tysięcy ton tekstyliów zostało uratownaych przed wysypiskiem śmieci lub spaleniem poprzez darowanie ich do sklepów charytatywnych. W dodatku większość sprzedawanych przedmiotów została pozyskana lokalnie i sprzyja odciążeniu miejscowych wysypisk śmieci.
Protestujący przeciwko wykorzystywaniu pracowników np. w Chinach często kupują rzeczy z drugiej ręki w sklepach dobroczynnych, aby nie wspierać koncernów w ich wątpliwych etycznie praktykach.

## Przedmioty używane
Sklepy charytatywne przyjmują jako darowizny większość przedmiotów codziennego użytku, takich jak odzież, przedmioty i urządzenia gospodarstwa domowego, urządzenia elektryczne, pralki, lodówki, odtwarzacze, odkurzacze, sprzęt komputerowy, meble, zabawki, książki, płyty CD, DVD, gry komputerowe, kosiarki do trawy. Niektóre sklepy oferują darmowy odbiór darowanych mebli, jak również płatną dostawę zakupionych mebli i większych przemiotów, takich jak telewizory i lodówki.
Z przyczyn legalnych, higienicznych oraz bezpieczeństwa, sklepy mogą nie przyjmować pewnych przedmiotów takich jak żywność, rośliny, nasiona, mikrofalówki, artykuły higieny osobistej, grzejniki olejowe, dyski komputerowe, koce elektryczne, kaski rowerowe, koła ratunkowe, buty robocze BHP, noże, broń, przedmioty z kości słoniowej, kosmetyki, leki, zabawki bez znaku CE, pościel itp.. Niektóre przedmioty mogą być przyjmowane w jednych sklepach, ale odrzucane w innych, np. mikrofalówki, łóżeczka dziecięce, kostiumy, odzież dziecięca z kapturem zaciąganym na sznurek, lodówki i chłodziarko-zamrażarki, pralki, pralko-suszarki i suszarki.

## Przedmioty nowe sprzedawane w sklepach dobroczynnych
Niektóre sklepy dobroczynne, jak np. the British Heart Foundation czy Oxfam, mają w swojej ofercie także artykuły z pierwszej ręki takie jak np. towary fair trade.
W Wielkiej Brytanii sklepy charytatywne mogą otrzymywać od przedsiębiorców nadwyżki towarów lub artykuły które się nie sprzedały. Przedsiębiorcy mogą pozbyć się niechcianych rzeczy, odpisać darowiznę od podatku, a także uniknąć kosztów składowania czy utylizacji. Dodatkową zaletą przekazywania towarów sklepom dobroczynnym jest darmowa reklama. Około 8% przychodu brytyjskich sklepów charytatywnych pochodzi ze sprzedaży nowych towarów (dane z 54 organizacji charytatywnych z kwietnia–czerwca 2023).

## Ulgi podatkowe
W „ojczyźnie” sklepów dobroczynnych – Wielkiej Brytanii istnieje prawo sprzyjające ich rozwojowi. Ponieważ prowadzą one działalność dobroczynną mogą liczyć na 80% ulgę podatku od nieruchomości oraz 0% podatku VAT. Dalsze 20% zwolnienia z podatku od nieruchomości jest możliwe za zgodą władz samorządowych. Sklepy charytatywne są na Wyspach także zwolnione z podatku dochodowego.